# GR Девы
GR Девы (лат. GR Virginis), HD 129903 — тройная звезда в созвездии Девы на расстоянии приблизительно 205 световых лет (около 63 парсек) от Солнца. Возраст звезды определён как около 3,867 млрд лет.
Пара первого и второго компонентов — двойная затменная переменная звезда типа W Большой Медведицы (EW). Визуальная звёздная величина звезды — от +8,25m до +7,8m. Орбитальный период — около 0,347 суток (8,3275 часа).
Открыта Вальтером Штромайером, Р. Книгге и Х. Оттом в 1965 году***.

## Характеристики
Первый компонент — жёлто-белая звезда спектрального класса F7-8V, или F8V, или G0, или G2-3V. Масса — около 1,36 солнечной, радиус — около 1,42 солнечного, светимость — около 2,87 солнечной. Эффективная температура — около 6300 K.
Второй компонент — жёлто-белая звезда спектрального класса F-G. Масса — около 0,17 солнечной, радиус — около 0,61 солнечного, светимость — около 0,48 солнечной. Эффективная температура — около 6163 K.
Третий компонент. Масса — не менее 1,31 солнечной. Орбитальный период — около 28,56 года. Удалён в среднем на 7,17 а.е..

## Планетная система
В 2019 году учёными, анализирующими данные проектов Hipparcos и Gaia, у звезды обнаружена планета HIP 72138 b.